# Atemptat del Crossroads Center
El 17 de setembre de 2016, un apunyalament massiu va tenir lloc al Crossroads Center de St. Cloud (Minnesota). Nou persones van resultar ferides, i l'atacant va ser mort a trets dins el centre comercial per un oficial de policia fora de servei. L'atac es va produir el mateix dia que l'Explosió a Nova Jersey i l'Explosió a Manhattan.

## Atac
Els apunyalaments van començar a les 8:15 pm i va tenir lloc en diversos llocs dins el centre comercial. Nou persones van resultar ferides, tres de les quals van ser hospitalitzades amb ferides que no feien témer per la seva vida. Els informes van dir que l'atacant va fer referències a Al·là i li va preguntar almenys una persona si era musulmana. l'atacant va ser mort a trets a l'interior del centre comercial a la botiga de Macy per Jason Falconer, un oficial de policia fora de servei.

## Perpetrador
L'atacant va ser identificat com A. Dahir Adan, de 22 anys, membre de la comunitat somali-americana de St. Cloud, que va néixer a l'Àfrica i es va traslladar als EUA des de Kenya a l'edat de 2 anys. Va ser descrit per un portaveu de la comunitat com un bon estudiant al llarg de la seva carrera educativa a l'Apollo High School, sense haver tingut cap antecedent de violència. Havia assistit a la Universitat Estatal de St. Cloud en la primavera de 2016. Tenia tres detencions prèvies per part de la policia per infraccions menors de trànsit. En el moment dels apunyalaments, Adan tenia una feina a temps parcial com a agent de seguretat privada i duia posat el seu uniforme de treball.

## Conseqüències
L'FBI està investigant l'atac com un acte "potencial" de terrorisme. Blair Anderson, cap de policia de St. Cloud, es va negar a declarar-lo atac terrorista, dient que no semblava que ningú més estigués involucrat en l'incident.
Estat Islàmic es va atribuir l'atac a través de la seva agència de mitjans de comunicació Amaq, reclamant que Adan "era un soldat de l'Estat islàmic".

## Reaccions
Els líders de la comunitat somali-americana de Minnesota van realitzar una conferència de premsa conjunta a St. Cloud el dia després dels apunyalaments. Van condemnar l'atac i també van expressar la seva preocupació per l'augment del sentiment anti-immigrant i antimusulmà en resposta a l'atac, cridant a la unitat entre la comunitat en general.